# Септет (ансамбль)
Септе́т (итал. settetto, от лат. septem — семь) — музыкальный ансамбль из семи музыкантов-исполнителей, вокалистов или инструменталистов.

## Общие сведения
В камерно-инструментальной музыке септеты не имеют стандартного состава и могу быть в самых разных конфигурациях: одним из первых в истории был септет Людвига ван Бетховена для кларнета, фагота, валторны, скрипки, альта, виолончели и контрабаса ор.20, написанный в 1799 году.
Среди септетов XIX века можно выделить септет Луиса Шпора для флейты, кларнета, валторны, скрипки, виолончели и фортепиано ор. 147 и септет Камиля Сен-Санса для трубы, 2-х скрипок, альта, виолончели, контрабаса и фортепиано ор.65.
В XX веке к этому жанру обращались Морис Равель, Богуслав Мартину, Леош Яначек, Пауль Хиндемит, Игорь Стравинский, Эйтор Вила-Лобос и Джон Кулидж Адамс.

## Популярная музыка
Помимо камерно-инструментального состава в классической музыке септет может быть вокальным ансамблем, в том числе в популярной музыке. BTS, одна из наиболее популярных K-pop групп из Южной Кореи, является примером септета.